# Zgorzelec
Zgorzelec város Lengyelországban. 

## Fekvése
Lengyelország legnyugatibb részén, a Nysa (németül: Neisse) folyó keleti partján, (az 1945-ig hozzá tartozott) Görlitz német várossal átellenben fekszik.

## Története
A németországi Görlitz városát a második világháborút követően, 1945-ben két részre osztották. A Lengyelországhoz került keleti városrész azóta viseli a Zgorzelec nevet. Olyan lengyeleket telepítettek le itt, akiket Kelet-Galiciából, Litvániából és  korábban Lengyelországhoz (később a Szovjetunióhoz) tartozó egyéb területekről űztek el. Itt telepedtek meg néhányan az 1940-es évek végén a görög kommunista felkelő hadsereg menekültjei közül. 
Később egész Lengyelországból toborozták a munkásokat a közeli külszíni barnaszénfejtőbe, a turow-i bányába.
A mai lakosság nagy része már itt született.
1991. április 22-e óta együttműködési egyezmény áll fenn Görlitz és Zgorzelec között.